# Aucasaurus garridoi
L'aucasauro (Aucasaurus garridoi) era un dinosauro carnivoro vissuto nel Cretaceo superiore (Santoniano, circa 85 milioni di anni fa) in Argentina.

## Un piccoloCarnotaurus

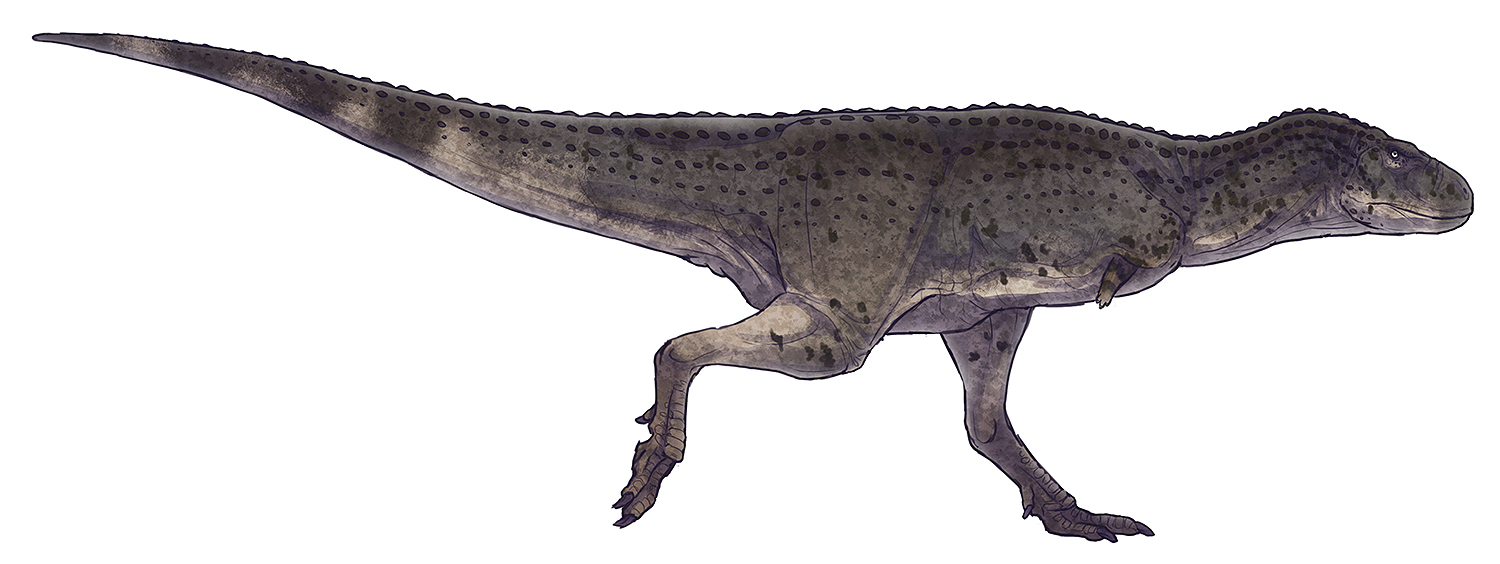
Ricostruzione di Aucasaurus garridoi

Questo animale sembra una sorta di versione più piccola del Carnotaurus, il grande carnivoro cornuto del Cretaceo superiore. Descritto per la prima volta nel 2002, l'aucasauro è conosciuto grazie a uno scheletro completo, mancante solo della parte posteriore della coda. Contrariamente al suo stretto parente, Aucasaurus non aveva specializzazioni come le corna sopraorbitali anche se il cranio era alto e stretto come negli altri abelisauridi. Anche le braccia erano un po' più lunghe, e le dimensioni erano decisamente inferiori rispetto a quelle di Carnotaurus: la lunghezza si aggirava sui 4-5 metri, mentre l'altezza al bacino era di poco superiore al metro e il peso complessivo doveva essere di circa 750 chilogrammi. Ad oggi, Aucasaurus è il più piccolo abelisauride conosciuto.

## Un combattimento violento
Lo scheletro di Aucasaurus, rinvenuto in quello che sembra essere un antico lago poco profondo, è il più completo mai ritrovato per un abelisauride. Nei pressi dello scheletro sono state ritrovate vere e proprie nidiate di sauropodi titanosauri; probabilmente gli aucasauri scorrazzavano per le pianure in riva al lago tentando di ghermire i piccoli sauropodi. Il teschio dell'esemplare rinvenuto, inoltre, è chiaramente danneggiato. Alcuni paleontologi, quindi, hanno ipotizzato che questo esemplare fosse stato coinvolto in una zuffa particolarmente violenta poco prima di morire. L'esemplare, inoltre, comprende anche impronte della pelle nella zona del bacino.